# Монохлоруксусная кислота
Монохлору́ксусная кислота́ {\displaystyle {\ce {CH2ClCOOH}}} — производное уксусной кислоты, с замещением одного атома водорода метильной группы на атом хлора. При нормальных условиях — бесцветные, гигроскопичные кристаллы.

## Физические свойства
Чистая монохлоруксусная кислота при нормальных условиях представляет собой бесцветное гигроскопичное кристаллическое вещество с резким запахом уксусной эссенции.
Хорошо растворяется в воде, концентрация кислоты в водном растворе может достигать 80 %. Водный раствор представляет собой бесцветную жидкость с резким запахом.
Растворима в спирте, ацетоне, эфире.
Горюча. 
Температура плавления 61,2 °C; температура кипения 189,3 °C.

## Химические свойства
Проявляет кислотные свойства, взаимодействуя с металлами, гидроксидами, кислыми солями:
{\displaystyle {\ce {2 ClCH2COOH + 2 Na -> 2 ClCH2COONa + H2,}}}
{\displaystyle {\ce {2 ClCH2COOH + NaHCO3 ->}}}
{\displaystyle {\ce {-> ClCH2COONa + H2O + CO2}}}.
В обеих приведённых реакциях образуется хлорэтаноат натрия — натриевая соль монохлоруксусной кислоты.
Реакция со щелочами приводит к образованию гликолятов, например, гликолята натрия:
{\displaystyle {\ce {ClCH2COOH + 2NaOH ->}}}
{\displaystyle {\ce {-> HOCH2COONa + NaCl + H2O}}}.
При взаимодействии хлора с уксусной кислотой в присутствии небольшого количества красного фосфора образуется смесь моно-, ди- и трихлоруксусной кислот.

## Применение
Монохлоруксусная кислота — промежуточный продукт в синтезе индиго и многих других кубовых красителей. Её применяют также для получения карбоксиметилцеллюлозы, снотворного препарата барбитала, гербицидов (например, солей и эфиров 2,4-дихлорфеноксиуксусной кислоты), витамина B6.
Примером её полезности в органическом синтезе является O-алкилирование салицилового альдегида хлоруксусной кислотой с последующим декарбоксилированием образовавшегося эфира с образованием бензофуран
.
Большинство реакций используют высокую реакционную способность связи {\displaystyle {\ce {C-Cl}}}. Промежуточное вещество при получении гербицида глифосата. Гербицид МХФУК (2-метил-4-хлорофеноксиуксусная кислота) был получен алкилированием хлоруксусной кислотой.
Является прекурсором адреналина (эпинефри́на).
Замещение хлора серой даёт тиогликолевую кислоту, которая используется как стабилизатор ПВХ и иногда как компонент в косметических средствах.
Наибольшее количество хлоруксусной кислоты используется для приготовления загустителя — карбоксиметилцеллюлозы.

## Получение
Основной способ получения монохлоруксусной кислоты — хлорирование ледяной уксусной кислоты при катализе уксусным ангидридом:
{\displaystyle {\ce {CH3COOH + Cl2 -> CH2ClCOOH + HCl ^}}}.
Другой промышленный метод — гидролиз трихлорэтилена:
{\displaystyle {\ce {CCl2CHCl + 2 H2O -> CH2ClCOOH + 2 HCl ^}}}.
Хлорирование даёт чистый продукт, тогда как при гидролизе трихлорэтилена необходимо проводить сложную ректификацию для разделения моно- би- трихлоруксусных кислот.
Годовое мировое производство хлоруксусной кислоты составляет ориентировочно 420 тыс. тонн.

## Безопасность
Токсична при приеме внутрь, впитывании через кожу и вдыхании пыли. Разъедает металлы и ткани.
Как и другие галогенкислоты и галогеналканы, хлоруксусная кислота — потенциально опасный алкилирующий агент.
ЛД50 для крыс — 76 мг/кг.